# Црква Свете Петке у Малој Грабовници
Црква Свете Петке је храм Српске православне цркве који се налази у насељу Мала Грабовница код Бруса и припада Епархији крушевачкој.
Приликом ископавања, током 1995. године пронађени су темељи старе порушене цркве и остаци из 12. века. На истом месту је 1996. започета изградња нове цркве са звоником. Црква је освештана 2013. године.